# (10539) 1991 VH4
1991 في إتش 4 (ويعرف أيضًا باسم (10539) 1991 في إتش 4 وفق تسمية الكوكب الصغير) (بالإنجليزية: 1991 VH4)‏ هو كويكب ضمن حزام الكويكبات؛ وترتيبه 10539 من حيث الاكتشاف.
اكتُشف هذا الجُرم الفلكي بواسطة هيروشي كانيدا في 9 نوفمبر 1991.

## وصلات خارجية
- (10539) 1991 VH4 في قاعدة بيانات مختبر الدفع النفاث لأجرام النظام الشمسي الصغيرة

- الاكتشاف · مخطط المدار ·  العناصر المدارية · المعلمات المادية

- (10539) 1991 VH4 على موقع ويكي سكاي: DSS2, SDSS, GALEX, IRAS, Hydrogen α, X-Ray, Astrophoto, Sky Map, Articles and images